# دستگاه عصبی خودمختار
دستگاه عصبی خودمختار (به انگلیسی: Autonomic Nervous System)، که قبلاً به آن دستگاه عصبی نباتی (به انگلیسی: Vegatative Nervous System) می‌گفتند، بخشی از دستگاه اعصاب پیرامونی است که ماهیچگان و غدد را تأمین کرده و بر روی عملکرد اعضای داخلی اثرگذار است. دستگاه اعصاب خودمختار، سامانه کنترلی است که عمدتاً به صورت غیرارادی عمل کرده و اعمال بدن را چون میزان تپش قلب، گوارش، سرعت تنفس، مردمک چشم، ادرار و برانگیختگی جنسی را نیز تنظیم می‌کند. این دستگاه، سازوکار اصلی در کنترل پاسخ جنگ-یا-گریز است.
دستگاه عصبی خودمختار، توسط انعکاس‌های یکپارچه، از طریق ساقه مغز به طناب نخاعی و اعضاء، تنظیم می‌شود. عملکردهای خودمختار شامل این موارد می‌شود: کنترل تنفس، تنظیم میزان تپش قلب (مرکز کنترل قلبی)، فعالیت وازوموتو (مرکز وازوموتور)، و برخی از کنش‌های رفلکسی چون سرفه، عطسه، بلع و بالا آوردن. این عملکردها را می‌توان به زیرحوزه‌هایی دسته‌بندی کرد که هرکدام با زیر-دستگاه خودمختار، و دستگاه عصبی پیرامونی مرتبط باشد. هیپوتالاموس، درست بالای ساقه مغزی قرار داشته، و با دریافت تنظیم‌گر از دستگاه لیمبیک، به عنوان یکپارچه کننده کارکردهای خودمختار عمل می‌کند.

## دسته‌بندی شیمیایی دستگاه عصبی خودمختار
بر پایه مادهٔ میانجیِ آزادشده می‌توان دستگاه عصبی خودمختار را به بخش‌های کولینرژیک و نورآدرنرژیک بخش کرد. نورون‌هایی که کولینرژیک هستند بر این پایه‌اند:
- همه نورون‌های پیش‌گره‌ای
- نورون‌های پس گره‌ای سمپاتیک از دید کالبدشناسی که به غده‌های عرق عصب می‌دهند
- نورون‌های سمپاتیک از دید کالبدشناسی که به رگ‌های خونی ماهیچه‌های مخطط رسیده و هنگام تحریک، موجب گشودگی رگ‌ها می‌شوند.

مانده نورون‌های پس‌گره‌ای، سمپاتیک نورآدرنرژیک هستند. قسمت مرکزی غده فوق کلیوی، در اصل، یک گره سمپاتیک است که در آن، سلول‌های پس‌گره‌ای آکسون‌های خود را از دست داده و از این‌رو نوراپی‌نفرین، اپی نفرین و اندکی دوپامین را به داخل جریان خون، تراوش می‌کنند. در نتیجه، نورون‌های پیش‌گره‌ای کولینرژیکی که به این سلول‌ها می‌روند، به گونه رشته‌های عصبی حرکتیِ ترشحی این غده درآمده‌اند.

## تهی‌سازی کولینرژیک
اعمال فرآوری‌شده به‌دست فعالیت بخش کولینرژیک دستگاه عصبی خودمختار، آن دسته از اعمالی هستند که با جنبه‌های نباتی زندگی روزمره، سروکار دارند. برای نمونه، عمل کولینرژیک با افزایش دادن فعالیت عضلات روده‌ای، افزایش دادن تراوش معدی و شل کردن اسفنگتر پیلور، مایه پیشبرد گوارش و جذب مواد غذایی می‌شود. به همین دلیل و با توجه به عمل کاتابولیک بخش نورآدرنرژیک، بخش کولینرژیک گاهی دستگاه عصبی آنابولیک نیز نامیده می‌شود. این بخش از رشته‌های عصبی، مایه تنگ شدن مردمک چشم و انقباض مثانه می‌شود.

## تهی‌سازی نورآدرنرژیک

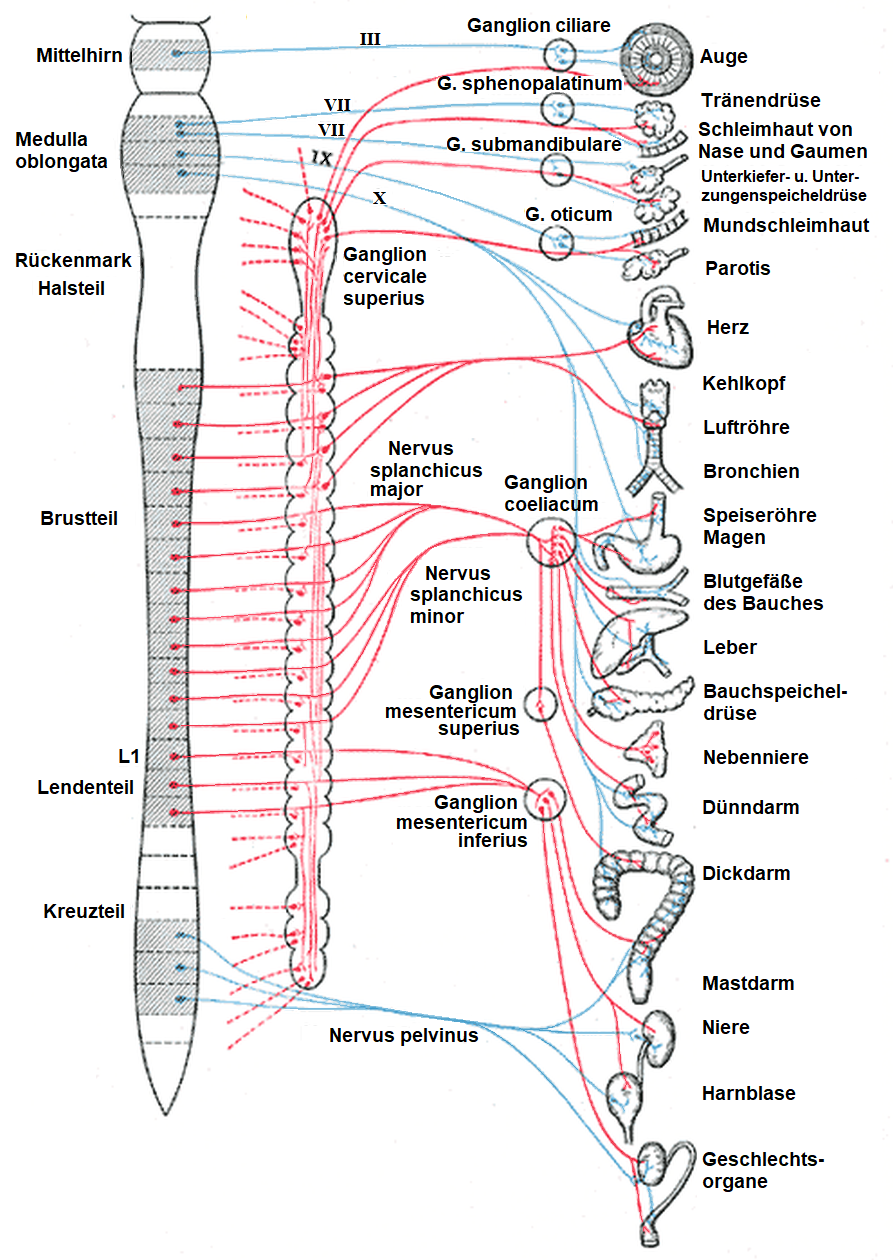
نموداری شماتیک از سیستم عصبی سمپاتیک افرازکننده که وظیفه انتقال سیگنال‌ها از سیستم عصبی مرکزی به اندام‌های هدف را دارد.

بخش نورآدرنرژیک در حالات فوریتی به گونه یک مجموعه واحد، تهی‌سازی می‌شود. اثرات این تهی‌سازی، ارزش قابل ملاحظه‌ای از دید آماده‌کردن فرد برای رویارویی با فوریت‌ها دارند. برای نمونه، تهی‌سازی نورآدرنرژیک تطابق را در چشم‌ها شل کرده و مردمک‌ها را گشاد می‌کند (برای ورود نور بیشتر به چشم‌ها)، تپش قلب را تند کرده و فشار خون را بالا می‌برد و رگ‌های خونی پوست را تنگ می‌کند (که خونریزی از زخم‌ها را محدود سازد). تهی‌سازی سمپاتیک، مایه تقویت هوشیاری می‌شود و غلظت گلوکز و اسیدهای چرب آزاد خون را (برای برآورده انرژی بیشتر) افزایش می‌دهد؛ بنابراین تهی‌سازی دستگاه عصبی سمپاتیک بر اثر فوریت‌ها بدن را آماده ستیز یا گریز می‌کند.
تهی‌سازی سمپاتیک در انسان روزه‌دار، کاهش می‌یابد و هنگامی که انسان روزه‌دار دوباره تغذیه می‌کند، افزایش می‌یابد. این دگرگونی‌های می‌توانند کاهش فشار خون و فعالیت متابولیک برآمده از روزه‌داری و دگرگونی‌های مخالف برآمده از غذا خوردن را توجیه کنند. وزیکول‌های گرانول‌دار کوچک در نورون‌های سمپاتیک پس‌گره‌ای، واجد آ.ت. پ و نوراپی نفرین هستند و وزیکول‌های بزرگ محتوی نوروپپتید y می‌شود.
اعمال برآمده از تراوش شدن آ.ت. پ و نوروپپتید y، هنوز روشن نیستند.

## فارماکولوژیدستگاه عصبی خودمختار
سیناپس‌های (همایه‌های) محیطی مسیرهای حرکتی خودمختار یک محل مناسب برای دستکاری فارماکولوژیک است؛ زیرا انتقال در آن‌ها به روش شیمیایی انجام می‌گیرد. مواد میانجی در انتهاهای عصبی، ساخته شده و انبار می‌شوند و سپس در نزدیکی نورون‌ها، سلول‌های عضلانی و سلول‌های غده‌ای که روی آن‌ها عمل می‌کنند آزاد می‌گردند. این میانجی‌ها به گیرنده‌های موجود در سطح غشایی این سلول می‌چسبند و مایه بروز اعمال ویژه آن‌ها می‌شوند و آنگاه به‌وسیله جذب یا سوخت‌وساز بدن از آن ناحیه، حذف می‌گردند.
هر یک از این مراحل را می‌توان با پیامدهای قابل پیش‌بینی، تحریک یا مهار کرد. در انتهاهای سمپاتیک، برخی از داروها مایه پایه‌ریزی ترکیباتی می‌شوند که جایگزین نوراپی‌نفرین در گرانول‌ها می‌شوند و این میانجی‌های دروغین ناتوان یا غیر پُرکار، بر اثر پتانسیل‌های عملی که به این انتهاها می‌رسند، به جای نوراپی‌نفرین، آزاد می‌شوند. برخی از داروها و سموم اعمال موسکارینی دارند که بر این پایه‌اند: ترکیبات همانند استیل کولین و داروهایی که استیل کولین استراز را مهار می‌کنند. در میان این دسته، ماده حشره‌کش «پاراتیون» و «دی ایزوپروپیل فلوئور فسفات» از مشتقات گازهای جنگی هستند که با فرآوری گسترده استیل کولین استراز، مایه مرگ می‌شوند.

## گیرنده‌ها
بر روی اندام‌ها یا سلول‌های هدف گیرنده‌هایی وجود دارد که موجب تأثیر نوروترانسمیترهای آزادشده بر اثر تحریک دستگاه خودمختار بر آن‌ها می‌شود. تنوع این گیرنده‌ها موجب اختصاصی شدن تأثیر میانجی‌های عصبی بر بافت‌های مختلف می‌شود. برای استیل کولین گیرنده‌های موسکارینی M۱ تا M۳ و گاهی گیرنده‌های نیکوتینی وجود دارند. برای دستگاه سمپاتیک و آدرنرژیک، گیرنده‌های α۱، α۲ و β۱، β۲، β۳ در بافت‌های هدف قرار دارند.